# Anthias nicholsi
Az Anthias nicholsi a sugarasúszójú halak (Actinopterygii) osztályának sügéralakúak (Perciformes) rendjébe, ezen belül a fűrészfogú sügérfélék (Serranidae) családjába tartozó faj.

## Előfordulása
Az Anthias nicholsi elterjedési területe az Atlanti-óceán nyugati részén, azaz Amerika keleti partjai mentén található meg. A kanadai Új-Skóciától kezdve, az USA-beli Virginia és Florida államokon keresztül, egészen Brazília keleti partjáig sokfelé megtalálható. A Mexikói-öbölben, a Karib-térségben és Guyana part menti vizeiben is fellelhető ez a sziklasügér.

## Megjelenése
Ez a halfaj legfeljebb 25 centiméter hosszú. 26 csigolyája van.

## Életmódja
Az Anthias nicholsi szubtrópusi és mélytengeri halfaj. Főleg a nyíltabb vizeket kedveli.